# Arvaker och Allsvinn
Arvaker (fvn Árvakr, ”morgontidig”) och Allsvinn (Alsviðr eller Alsvinnr, ”mycket snabb” eller ”mycket stark”) är i nordisk mytologi de två hästar som drar solvagnen Alfrödul över himlen. Vagnen styrs av Sol och jagas ständigt av ulven Skoll. 

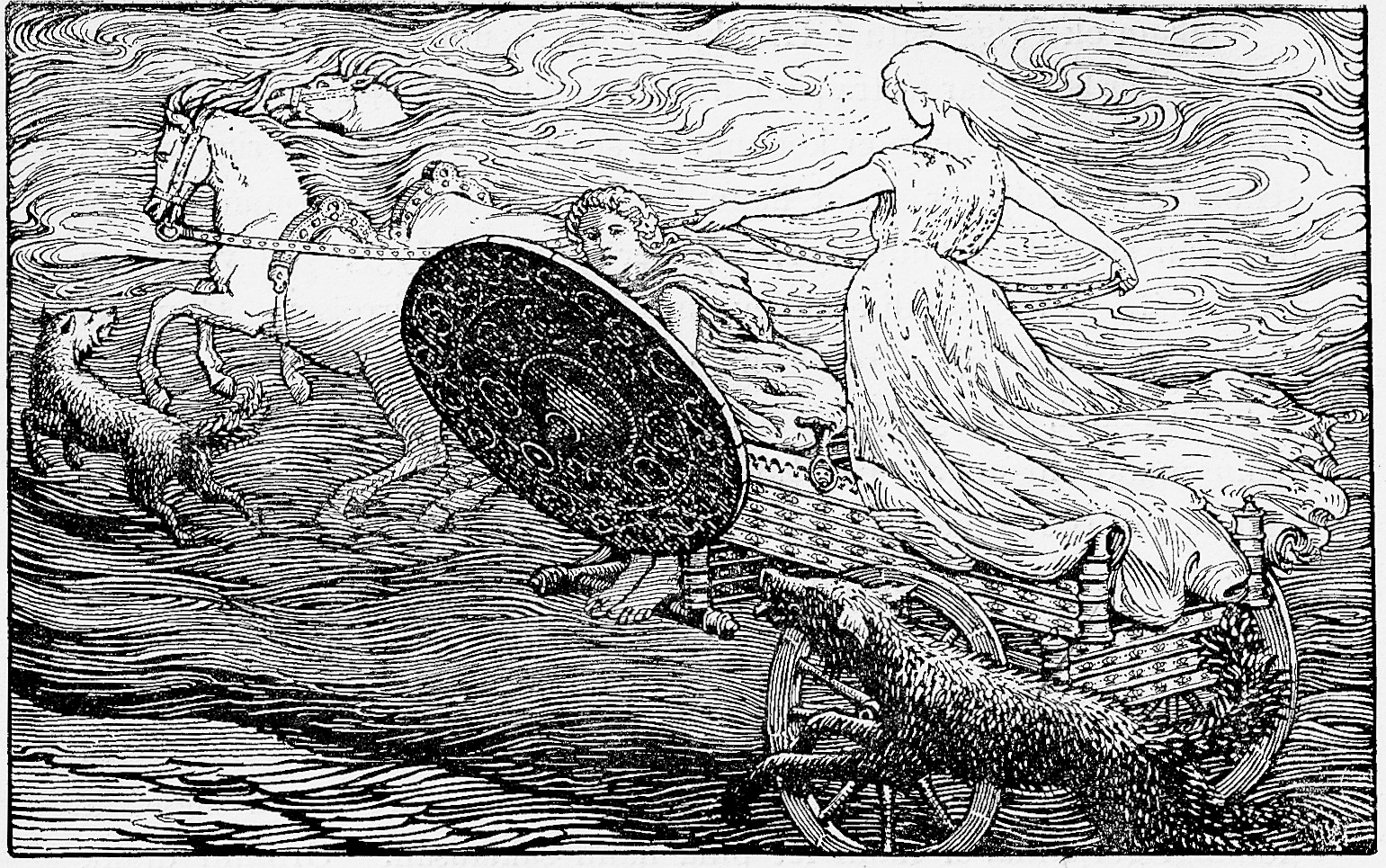
Arvaker och Allsvinn drar solens vagn. Bild av W.G. Collingwood, 1908.

## Källtexterna
I den poetiska Eddan omtalas Arvaker och Allsvinn i Grímnismál 37 och Sigrdrífumál 15. En prosaframställning, som helt bygger på Grímnismál, finns i elfte kapitlet av Gylfaginning i Snorre Sturlassons Edda. Därutöver är de båda hästarna också nämnda i tulorna, som även upplyser att Arvaker (Árvakr) kan vara namn på en oxe.

### GrímnismálochGylfaginning
Huvudkällan är Grímnismál 37:
| Arvakr och Alsvinn, de skola upp på himlen, smärta, solen draga och under deras bogar blida makter, asarne, järnbläster gömde. Övers. Erik Brate, 1913. | Arvaker och Allsvinn, upp må de draga solen, de smäckra öken; under deras bogar lade blida makter, asarna, iskallt järn. Övers. Björn Collinder, 1957. | Árvakr ok Alsviðr skulu upp heðan svangir sól draga, ęn und þęira bogum fǫ́lu blið ręgin æsir ísarnkol. Finnur Jónssons utgåva, 1932. |  |

Det stora översättningsproblemet är strofens sista ord: ísarnkol. Björn Collinder förklarar i en kommentar att man kanske egentligen bör tänka sig ”sådan kyla som kommer av iskallt järn”. Andra översättare har föreslagit ”järnköld” (Sander och Gödecke) och ”kylande järn” (Afzelius och Ohlmarks). Erik Brates översättning ”järnbläster” visar att han i stället förlitar sig på Gylfaginning 11, där ”Ísarnkol” uppges vara namnet på två blåsbälgar:
| En man som kallas Mundilfare hade två barn. De var så sköna och vackra att han kallade sonen Måne och dottern Sol, och henne gifte han bort till en man som hette Glen. Men gudarna vredgades över hans förmätenhet, tog barnen och satte upp dem i himlen. De lät Sol köra hästarna som drog vagnen åt solen de hade skapat av stoftet som flög ur Muspellsheim för att lysa upp världarna. De hästarna heter Arvak och Allsvinn. Under hästarnas bogar satte gudarna två blåsbälgar för att svalka dem, och i somliga lärdomsstycken kallas det smedjebälgar. | Sá maðr er nefndr Mundilfœri er átti tvau bǫrn. Þau váru svá fǫgr ok fríð at hann kallaði annat Mána en dóttur sína Sól, ok gipti hana þeim manni er Glenr hét. En guðin reiddusk þessu ofdrambi ok tóku þau systkin ok settu upp á himin, létu Sól keyra þá hesta er drógu kerru sólarinnar þeirar er guðin hǫfðu skapat til at lýsa heimana af þeiri síu er flaug ór Muspellsheimi. Þeir hestar heita svá: Árvakr ok Alsviðr. En undir bógum hestanna settu goðin tvá vindbelgi at kœla þá, en í sumum frœðum er þat kallat ísarnkol. |  |

#### Ísarnkol
Ordet Ísarnkol fick tack vare Anne Holtsmark ett eget uppslag i Kulturhistoriskt lexikon för nordisk medeltid 1962. Här framgår att förledet ísarn är ett sällan använt men oproblematiskt ord för ”järn”. Tvistefrågan gäller om efterledet -kol skall skrivas med ó eller o. Kól skulle kunna motsvara anglosaxiskt cól och engelskt cool – men ”kallt järn” ger ingen uppenbar mening. Finnur Jónsson skriver i stället -kol och uppfattar ordet som identiskt med nyisländskt kul, ”kylig luftström”. Det verkar vara detta ord som ligger bakom Snorres tolkning. Ett modernare ord för ísarnkol skulle, enligt Anne Holtsmark, vara járnblástr (-blástr, ”blåst; blåsning; smältning av järn”). Då järn skall smidas eller utvinnas ur myrmalm, skriver hon, är det bälgens funktion att hålla smältan glödande. Snorre förstod alltså ordet rätt, men missförstod syftet. Bälgarnas mytologiska funktion, förklarar Holtsmark, är att hålla solen varm – inte att svalka hästarna. Deras behov av kylning är redan tillgodosett av solskölden Svalinn (”den kylande”, ”svalkaren”), varom berättas i Grímnismál 38:
| Svalin det är som för solen står, en sköld för skinande guden; bränning och berg i brand skulle slås ifall den fölle ifrån. Övers. Åke Ohlmarks, 1965 | Svalinn hęitir, hann stęndr sólu fyrir, skjǫldr skínanda goði; bjǫrg ok brim vęitk at brinna skulu, ef hann fęllr í frá. Finnur Jónssons utgåva 1932 |  |

Svalin är den för oss synliga solskivan, som alltså står framför den ”verkliga” solen. Utan denna kosmiska rundsköld skulle hela världen, bjǫrg ok brim, förbrännas enligt Grímnismál.

### Sigrdrífumál
Arvaker och Allsvinn är också nämnda i en inskjuten rundikt i Sigrdrífumál. Det rör sig om en lärodikt om runornas magiska kraft: Sigrúnar (”segerrunor”) hjälper vid strider, ǫlrúnar (”ölrunor”) skyddar mot svek, bjargrúnar (”bärgningsrunor”) ger förlossningshjälp, brimrúnar (”bränningsrunor”) skyddar mot skeppsbrott och drunkning, limrúnar (”grenrunor”) helar sårade lemmar, málrúnar (”målrunor”) skänker vältalighet inför tinget och hugrúnar (”hugrunor”), slutligen, ger klokhet och visdom. Efter detta följer tre tulor på fornyrðislag som räknar upp ställen där magiska runor är ristade. I allt omtalas 24 ristningsställen, och 24 är också antalet runor i den urgermanska runraden, vilket kanske inte är en tillfällighet. Den första av de tre stroferna lyder:
| På skölden de ristats för skinande guden, [solen] på Arvaks öra och Allsvinns hov, på rullande hjul under Hrungners vagn, på Sleipners tänder och slädens hakar. Övers. Åke Ohlmarks, 1965 | Á skildi kvað ristnar þęims stęndr fyr skínanda goði, á ęyra Árvakrs ok á Alsvinns hófi, á kvéli es snysk und ręið Hrungnis bana, á Slęipnis tǫnnum ok á sleða fjǫtrum. Finnur Jónssons utgåva, 1932 |  |

Någon myt som förklarar varför tre hästar bär runor – Arvaker (på örat), Allsvinn (på hovarna) och Sleipner (på tänderna) – har inte bevarats. Inte heller vet vi något om den släde som nämns i sista raden, men med dess fjǫtrar torde avses de trästöttor som fäster medarna till slädens undersida. ”Ett par av ristningsställena kan till placeringen motsvara Sigurd Agrells uthark med dess mithraistiska talmystik: så särskilt runan 4 R, reið, quadrigan eller vagnen”, skriver Åke Ohlmarks och syftar på att 4 enligt Agrell är Tors tal. Finnur Jónsson tolkar Hrungnis bana (Hrungners dråpare) som Tor, varför översättningen då borde ha blivit  ”Tors vagn”, men det är oklart vilket namn som egentligen avses. I Völsungasagan står reið Raugnis vilket, enligt Björn Collinder, ”synes vara ett namn på Oden”.

## Övrigt
I Völsungasagan är Allsvinn namnet på Heimes son och Brynhilds systerson. En runkunnig jätte som i handskrifterna antingen heter Allsvinn (Alsviðr) eller Asvid (Ásviðr), alternativt Åsvinn, omtalas i Hávamál 143, men är eljest fullständigt okänd.